# Live Killers
Live Killers é o primeiro álbum ao vivo da banda britânica de rock Queen, lançado em 1979.
O disco foi gravado durante a turnê de divulgação do álbum Jazz, e é conhecido por fazer uma espécie de retrospectiva das principais músicas do Queen durante a década de 70. No entanto, o álbum recebeu críticas mistas. A revista Rolling Stone, por exemplo, destacou o fato de "Bohemian Rhapsody" não ser tocada por completo no disco.

## Faixas
1. "We Will Rock You (fast)"
2. "Let Me Entertain You"
3. "Death On Two Legs"
4. "Killer Queen"
5. "Bicycle Race"
6. "I'm In Love With My Car"
7. "Get Down, Make Love"
8. "You're My Best Friend"
9. "Now I'm Here"
10. "Dreamers Ball"
11. "Love Of My Life"
12. "''39"
13. "Keep Yourself Alive"
14. "Don't Stop Me Now"
15. "Spread Your Wings"
16. "Brighton Rock"
17. "Bohemian Rhapsody"
18. "Tie Your Mother Down"
19. "Sheer Heart Attack"
20. "We Will Rock You"
21. "We Are The Champions"
22. "God Save The Queen"